# Jeziory Wielkie (Polska)
Jeziory Wielkie – wieś w Polsce, położona w województwie wielkopolskim, w powiecie średzkim, w gminie Zaniemyśl.
W latach 1975–1998 miejscowość administracyjnie należała do województwa poznańskiego.
Od 1 sierpnia 2019 roku Jeziory Wielkie posiadają bezpośrednie połączenie autobusowe z Kórnikiem i Poznaniem – linie nr 560 i 561 obsługiwane przez Kombus na zlecenie Zarządu Transportu Miejskiego w Poznaniu.